# États de Bell
Les états de Bell sont en informatique quantique les états d'intrication maximale de deux particules, et plus spécialement de deux qbits.
Ils sont à la base de la téléportation quantique et du codage superdense en communication quantique et conduisent à d'autres états quantiques aux propriétés intéressantes.
Les états de Bell sont aussi les états d'intrication qui violent le plus nettement les inégalités de Bell et donc qui sont mis en oeuvre dans les expériences sur les inégalités de Bell.

## Description
Les quatre états ci-dessous à deux qubits, correspondant à une intrication maximale, sont désignés comme étant les États de Bell :
{\displaystyle |\Phi ^{+}\rangle ={\frac {1}{\sqrt {2}}}(|0\rangle _{A}\otimes |0\rangle _{B}+|1\rangle _{A}\otimes |1\rangle _{B})}      (1)
{\displaystyle |\Phi ^{-}\rangle ={\frac {1}{\sqrt {2}}}(|0\rangle _{A}\otimes |0\rangle _{B}-|1\rangle _{A}\otimes |1\rangle _{B})}      (2)
{\displaystyle |\Psi ^{+}\rangle ={\frac {1}{\sqrt {2}}}(|0\rangle _{A}\otimes |1\rangle _{B}+|1\rangle _{A}\otimes |0\rangle _{B})}      (3)
{\displaystyle |\Psi ^{-}\rangle ={\frac {1}{\sqrt {2}}}(|0\rangle _{A}\otimes |1\rangle _{B}-|1\rangle _{A}\otimes |0\rangle _{B})}      (4)
Les états {\displaystyle \Phi } signifient que si on mesure le qbit A, sa valeur sera {\displaystyle |0\rangle _{A}} ou {\displaystyle |1\rangle _{A}} avec une probabilité respective de 50%, et que si le qbit B est mesuré, il sera dans le même état quantique avec une probabilité théorique de 100%, d'où une corrélation maximale.
Pour les états {\displaystyle \Psi }, le qbit B sera mesuré dans l'état opposé, avec un probabilité de 100%.

## Obtention

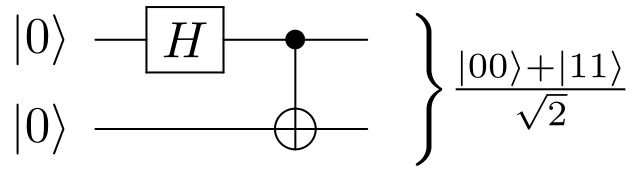
Circuit quantique obtenant.

Un circuit quantique composé d'une porte de Hadamard et d'une porte C-NOT (en) permet d'obtenir le premier état de Bell {\displaystyle |\Phi ^{+}\rangle }. Ce circuit est utilisé dans la téléportation quantique, dans lequel un deuxième circuit permet d'obtenir les quatre états de Bell.

schéma explicatif de la téléportation quantique.